# Solanum vacciniiflorum
Solanum vacciniiflorum là loài thực vật có hoa trong họ Cà. Loài này được Standl. & L.O. Williams miêu tả khoa học đầu tiên năm 1951.